# X Factor Malta 2019
Die erste Staffel von X Factor Malta fand vom 7. Oktober 2018 bis zum 26. Januar 2019 statt und war die maltesische Vorentscheidung zum Eurovision Song Contest 2019 in Tel Aviv, Israel. Als Siegerin ging die Sängerin Michela Pace vor. Ihr Lied für den Eurovision Song Contest, Chameleon, wurde anschließend intern ausgewählt.

## Format

### Konzept
Am 20. Juni 2018 gab PBS bekannt, dass der Malta Eurovision Song Contest 2019 nicht als Vorentscheidung für den Eurovision Song Contest dienen werde. Dafür werde die Castingshow X Factor Malta als Vorentscheidung für den ESC 2019 dienen.
Insgesamt ist die Sendung in fünf Runden aufzuteilen. Zuerst finden die Castings statt, wo sich vorher ausgewählte Teilnehmer der Jury stellen. Diese entscheiden dann, ob der Teilnehmer die nächste Runde und damit das Bootcamp erreicht. In diesem werden die Sänger in vier Kategorien aufgeteilt und erhalten einen Mentor, der einen der Juroren darstellt. Im Bootcamp müssen die Teilnehmer dann ihr Können in Gruppen unter Beweis stellen und bestimmte Lieder vortragen. Die Juroren entscheiden dann wer die nächste Runde erreicht. Die verbliebenen Teilnehmer erreichen dann die Six Chair Challenge. Hier müssen die Teilnehmer um einen Platz auf sechs Stühlen pro Kategorie kämpfen. Für die je sechs Teilnehmer beziehungsweise Plätze, für die sich der Juror entscheidet, erreichen die nächste Runde. In Judges Houses wählen die Juroren dann ihre je drei Schützlinge aus, die es in die Live-Shows schaffen. Dort müssen die Teilnehmer dann durch Mottos ihr Können erneut unter Beweis stellen. In den vier Live-Shows wählt dann allerdings das Publikum den Sieger der ersten Staffel von X Factor Malta. Der Sieger erhält neben der Teilnahme am ESC auch einen Vertrag mit Sony Music Italy.

### Jury
Ende Juli 2018 veröffentlichte PBS über mehrere Tage verteilt die vier Juroren der ersten Staffel. Diese haben die Aufgabe, die Sängerinnen und Sänger zu coachen und diesen als Mentor zur Seite zu stehen. Teil der Jury sind somit folgende Personen:
- Howard Keith Debono
- Ray Mercieca
- Alexandra Alden
- Ira Losco

### Moderation
Am 2. Juli 2018 gab PBS bekannt, dass Ben Camille die erste Staffel von X Factor Malta moderieren wird.

### Beitragswahl
Bisher wurde von PBS noch nicht bestätigt, ob das Siegerlied des X Factor Malta Siegers auch automatisch das Lied sein wird, welches beim ESC vorgetragen wird. Schließlich startete PBS am 11. Dezember 2018 einen Aufruf, Lieder beim Sender einzureichen.

## Vorrunden

### Produzenten Casting
Der erste Aufruf für Bewerbungen fand am 26. Juni 2018 statt. Interessierte konnten ebenfalls über WhatsApp ein Video an die Produzenten schicken. Dazu wurden Boxen in ganz Malta aufgestellt, die die Leute ermutigen sollten, am X Factor Malta teilzunehmen. Das Bewerbungsfenster schloss am 4. Juli 2018 wieder.
Die Castings für die Produzenten, die bestimmen welche Sänger- und Sängerinnen es in die Castingrunden mit den Juroren schaffen, fanden vom 13. bis 15. Juli 2018 im Fort St. Elmo statt.

### Juroren Casting
Die ausgewählten Bewerber, die die Produzenten Runde überstanden haben, durften an den Juroren Casting teilnehmen. Diese wurden vom 1. bis 8. August 2018 im Fort St. Angelo gefilmt und am 7. Oktober 2018, 14. Oktober 2018, 21. Oktober 2018, 28. Oktober 2018 und 4. November 2018 ausgestrahlt.
Insgesamt 120 Teilnehmer erreichten die nächste Runde und damit das Bootcamp.

### Bootcamp
Das Bootcamp fand vom 9. bis 12. September 2018 im Hilton Malta Conference Centre statt und wurde am 11. und 18. November 2018 ausgestrahlt.
Die 120 Teilnehmer wurden im ersten Teil der Sendung in vier Kategorien aufgeteilt. Die ersten drei Kategorien beinhalten lediglich Solokünstler. Die Boys (dt.: Jungs) von 16 bis 24 Jahren, die als Mentor Ira Losco erhielten, bildeten die erste Kategorie. Die zweite Kategorie bestand aus den Girls (dt.: Mädchen) von 16 bis 24 Jahren, die Howard Keith Debono als Mentor erhielten. Die dritte Kategorie bestand aus den Overs (dt.: Über), die Teilnehmer enthält, die älter als 24 Jahre sind. Diese erhielten Ray Mercieca als Mentor. Die Groups (dt.: Gruppen) stellten die vierte Kategorie dar und wurde von Alexandra Alden geleitet.
Zuerst mussten alle 120 Teilnehmer erneut vor die Juroren treten und je Kategorie ein Lied a cappella vortragen. Die Boys mussten dabei See You Again vortragen, die Girls A Million Reasons, die Overs mussten Don’t Let the Sun Go Down On Me vortragen und die Groups mussten My Girl vorsingen. Nach allen Auftritten mussten die Juroren jeweils 30 Teilnehmer auswählen, die die nächste Runde nicht erreicht haben.
Im zweiten Teil der mussten die restlichen 90 Teilnehmer ein Lied der Wall of Songs (dt.: Wand der Lieder) auswählen. Da jedes Lied jeweils vier Mal an der Wand zu finden war, mussten die Teilnehmer jeweils zu viert vor den Juroren ihre Lieder vortragen. Die Juroren schickten die Teilnehmer dann entweder in die nächste Runde oder schickten sie in das Wartezimmer, wo sie später neue Gruppen zusammenstellen konnten.
In der dritten und letzten Runde des Bootcamps mussten die verbliebenen Teilnehmer dann ein Lied ihrer Wahl vor den Juroren vortragen. Die Jury wählte dann je Kategorie 14 Teilnehmer aus, so dass am Ende 56 Teilnehmer für die Six Chair Challenge verblieben.

### Six Chair Challenge
Die Six Chair Challenge fand am 11. und 12. Oktober 2018 statt und wurde im MFCC - Malta Fairs & Conventions Centre ausgetragen.
Insgesamt erreichten jeweils sechs Teilnehmer pro Kategorie einen Platz in der nächsten Runde. Diese 24 Teilnehmer sind folgende:
- Boys: Mark Anthony Bartolo, Norbert Bondin, Aidan Cassar, Luke Chappell, Owen Leuellen, Claudio Zammit[11]
- Girls: Kelsey Bellante, Karin Duff, Nicole Frendo, Danica Muscat, Michela Pace, Jade Vella[12]
- Overs: Anna Azzopardi, Franklin Calleja, Anna Faniello, Petra, Ben Purplle, Vanessa Lee Sultana[13]
- Groups: 4th Line, Horizon, Kayati, Prism, Systm12, Xtreme

### Judges Houses
Die verbliebenen 24 Teilnehmer mussten sich nun in der nächsten Runde ihren Mentoren beweisen. Dazu sangen sie jeweils ein Lied und mussten neben ihren Mentor auch deren Assistenten überzeugen. Pro Kategorie schafften es nur drei Teilnehmer und damit insgesamt 18 Teilnehmer in die danach folgenden Live-Shows.
| Kategorie | Juror               | Assistent          | Verbliebene Teilnehmer                       |
| --------- | ------------------- | ------------------ | -------------------------------------------- |
| Boys      | Ira Losco           | Joseph Calleja     | Norbert Bondin, Luke Chappell, Owen Leuellen |
| Girls     | Howard Keith Debono | Mike Hedges        | Kelsey Bellante, Nicole Frendo, Michela Pace |
| Overs     | Ray Mercieca        | Matthew James Borg | Franklin Calleja, Petra, Ben Purplle         |
| Groups    | Alexandra Alden     | Carlo Borg Bonaci  | 4th Line, Kayati, Xtreme                     |

## Live-Shows
Die drei Live-Shows fanden am 6. Januar 2019, 13. Januar 2019 und 20. Januar 2019 im MFCC - Malta Fairs & Conventions Centre in Attard statt.

### Erste Show
Die erste Live-Show fand am 6. Januar 2019 unter dem Motto This is Me (dt.: Das bin ich) statt. Der Teilnehmer mit den wenigsten Zuschauerstimmen schied direkt aus, während der vorletzte und drittletzte Platz in der Zuschauerabstimmung in ein Sing-Off mussten. Dort entschied dann die Jury, wer von ihnen aus der Show ausscheidet.
| Startnr.                                                                                          | Interpret        | Lied                                                                          | Ergebnis      |
| ------------------------------------------------------------------------------------------------- | ---------------- | ----------------------------------------------------------------------------- | ------------- |
| 01                                                                                                | 4th Line         | Survivor (Originalinterpret: Destiny’s Child)                                 | Qualifiziert  |
| 02                                                                                                | Luke Chappell    | Overthinking (eigenes Lied)                                                   | Qualifiziert  |
| 03                                                                                                | Nicole Frendo    | Too Good at Goodbyes (Originalinterpret: Sam Smith)                           | Qualifiziert  |
| 04                                                                                                | Franklin Calleja | Jealous (Originalinterpret: Labrinth)                                         | Letzten Drei  |
| 05                                                                                                | Xtreme           | Side to Side/Women Like Me (Originalinterpret: Ariana Grande/Little Mix)      | Letzten Drei  |
| 06                                                                                                | Michela Pace     | Lost on You (Originalinterpret: LP)                                           | Qualifiziert  |
| 07                                                                                                | Norbert Bondin   | Say Something (Originalinterpret: A Great Big World feat. Christina Aguilera) | Qualifiziert  |
| 08                                                                                                | Kayati           | Nobody's Perfect (Originalinterpret: Jessie J)                                | Ausgeschieden |
| 09                                                                                                | Ben Purplle      | Dancing On My Own (Originalinterpret: Robyn)                                  | Qualifiziert  |
| 10                                                                                                | Owen Leuellen    | Can’t Hold Us (Originalinterpret: Macklemore & Ryan Lewis feat. Ray Dalton)   | Qualifiziert  |
| 11                                                                                                | Petra            | What's Up? (Originalinterpret: 4 Non Blondes)                                 | Qualifiziert  |
| 12                                                                                                | Kelsey Bellante  | Chained to the Rhythm (Originalinterpret: Katy Perry)                         | Qualifiziert  |
| Sing-Off                                                                                          |                  |                                                                               |               |
| 01                                                                                                | Franklin Calleja | Clown (Originalinterpret: Emeli Sandé)                                        | Ausgeschieden |
| 02                                                                                                | Xtreme           | Take Me Home (Originalinterpret: Jess Glynne)                                 | Qualifiziert  |
| Juryentscheidung                                                                                  |                  |                                                                               |               |
| - Mercieca: Xtreme - Alden: Franklin Calleja - Losco: Franklin Calleja - Debono: Franklin Calleja |                  |                                                                               |               |

### Zweite Show
Die zweite Live-Show fand am 13. Januar 2019 unter dem Motto Throwbacks (dt.: Rückblicke) statt. Der Teilnehmer mit den wenigsten Zuschauerstimmen schied direkt aus, während der vorletzte und drittletzte Platz in der Zuschauerabstimmung in ein Sing-Off mussten. Dort entschied dann die Jury, wer von ihnen aus der Show ausscheidet.
| Startnr.                                                                          | Interpret       | Lied                                                                       | Ergebnis      |
| --------------------------------------------------------------------------------- | --------------- | -------------------------------------------------------------------------- | ------------- |
| 01                                                                                | Xtreme          | They Don’t Care About Us (Originalinterpret: Michael Jackson)              | Ausgeschieden |
| 02                                                                                | Kelsey Bellante | Could You Be Loved (Originalinterpret: The Wailers)                        | Qualifiziert  |
| 03                                                                                | Owen Leuellen   | Boom! Shake the Room (Originalinterpret: DJ Jazzy Jeff & the Fresh Prince) | Qualifiziert  |
| 04                                                                                | Ben Purplle     | Yesterday (Originalinterpret: The Beatles)                                 | Letzten Drei  |
| 05                                                                                | 4th Line        | It’s Raining Men (Originalinterpret: The Weather Girls)                    | Letzten Drei  |
| 06                                                                                | Petra           | I Just Want to Make Love to You (Originalinterpret: Muddy Waters)          | Qualifiziert  |
| 07                                                                                | Luke Chappell   | Hey There Delilah (Plain White T’s)                                        | Qualifiziert  |
| 08                                                                                | Nicole Frendo   | Purple Rain (Originalinterpret: Prince and The Revolution)                 | Qualifiziert  |
| 09                                                                                | Norbert Bondin  | The Wild Boys (Originalinterpret: Duran Duran)                             | Qualifiziert  |
| 10                                                                                | Michela Pace    | The Power of Love (Originalinterpret: Frankie Goes to Hollywood)           | Qualifiziert  |
| Sing-Off                                                                          |                 |                                                                            |               |
| 01                                                                                | Ben Purplle     | Iris (Originalinterpret: Goo Goo Dolls)                                    | Qualifiziert  |
| 02                                                                                | 4th Line        | Queen of the Night (Originalinterpret: Whitney Houston)                    | Ausgeschieden |
| Juryentscheidung 1                                                                |                 |                                                                            |               |
| - Mercieca: 4th Line - Alden: Ben Purplle - Losco: 4th Line - Debono: Ben Purplle |                 |                                                                            |               |

### Dritte Show
Die dritte Live-Show fand am 20. Januar 2019 unter den Mottos Movie Spectacular (dt.: Film-Spektakel) und Jukebox (dt.: Musikautomat) statt. In der ersten Runde bestimmten die Zuschauer bereits zwei Kandidaten, die ausscheiden. In der zweiten Runde schied der Teilnehmer mit den wenigsten Stimmen ebenfalls aus. Darüber hinaus mussten die beiden Kandidaten mit den wenigsten Zuschauerstimmen in ein Sing-Off, wo sie dieses Mal allerdings kein weiteres Mal ein Lied vorstellen mussten. Die Jury entschied dieses Mal direkt, wer von ihnen aus der Show ausscheidet.
| Startnr.                                                                                        | Interpret       | Lied                                                                                      | Ergebnis      |
| Erste Runde                                                                                     | Erste Runde     | Erste Runde                                                                               | Erste Runde   |
| ----------------------------------------------------------------------------------------------- | --------------- | ----------------------------------------------------------------------------------------- | ------------- |
| 1                                                                                               | Owen Leuellen   | Gangsta’s Paradise (Originalinterpret: Coolio)                                            | Qualifiziert  |
| 2                                                                                               | Ben Purplle     | Oh, Pretty Woman (Originalinterpret: Roy Orbison)                                         | Ausgeschieden |
| 3                                                                                               | Nicole Frendo   | Skyfall (Originalinterpret: Adele)                                                        | Qualifiziert  |
| 4                                                                                               | Norbert Bondin  | The Greatest Showman (Originalinterpret: Hugh Jackman, Keala Settle, Zac Efron & Zendaya) | Qualifiziert  |
| 5                                                                                               | Michela Pace    | I Don’t Want to Miss a Thing (Originalinterpret: Aerosmith)                               | Qualifiziert  |
| 6                                                                                               | Luke Chappell   | Heathens (Originalinterpret: Twenty One Pilots)                                           | Qualifiziert  |
| 7                                                                                               | Kelsey Bellante | Pray for Me (Originalinterpret: The Weeknd & Kendrick Lamar)                              | Ausgeschieden |
| 8                                                                                               | Petra           | We Don’t Need Another Hero (Originalinterpret: Tina Turner)                               | Qualifiziert  |
| Zweite Runde                                                                                    |                 |                                                                                           |               |
| 09                                                                                              | Luke Chappell   | What Do You Mean? (Originalinterpret: Justin Bieber)                                      | Letzten Drei  |
| 10                                                                                              | Petra           | Set Fire to the Rain (Originalinterpret: Adele)                                           | Qualifiziert  |
| 11                                                                                              | Norbert Bondin  | Empty Space (Originalinterpret: James Arthur)                                             | Ausgeschieden |
| 12                                                                                              | Michela Pace    | Shallow (Originalinterpret: Lady Gaga & Bradley Cooper)                                   | Qualifiziert  |
| 13                                                                                              | Owen Leuellen   | Believe (eigenes Lied)                                                                    | Letzten Drei  |
| 14                                                                                              | Nicole Frendo   | Scared to Be Lonely (Originalinterpret: Martin Garrix feat. Dua Lipa)                     | Qualifiziert  |
| Sing-Off                                                                                        |                 |                                                                                           |               |
| Luke Chappell                                                                                   | Luke Chappell   | Luke Chappell                                                                             | Qualifiziert  |
| Owen Leuellen                                                                                   | Owen Leuellen   | Owen Leuellen                                                                             | Ausgeschieden |
| Juryentscheidung 2                                                                              |                 |                                                                                           |               |
| - Mercieca: Luke Chappell - Alden: Owen Leuellen - Debono: Owen Leuellen - Losco: Luke Chappell |                 |                                                                                           |               |

## Finale
Das Finale fand am 26. Januar 2019 im MFCC - Malta Fairs & Conventions Centre in Attard statt. In der ersten Runde musste jeder Teilnehmer zwei Lieder vorstellen. Das erste Lied mussten sie alleine singen, während ihr zweites Lied jeweils ein Duett war. Nach dieser Runde wählten die Zuschauer per Televoting drei Teilnehmer für die zweite Runde aus. Dort mussten die drei Interpreten ein Lied auf Maltesisch vorstellen. Danach bestimmten die Zuschauer zwei Teilnehmer für das Finale. Als Siegerin dort ging Michela Pace hervor.
| Platz                      | Startnr.                  | Interpret                         | Lied                                                             | Ergebnis                  |
| Erste Runde - Erstes Lied  | Erste Runde - Erstes Lied | Erste Runde - Erstes Lied         | Erste Runde - Erstes Lied                                        | Erste Runde - Erstes Lied |
| -------------------------- | ------------------------- | --------------------------------- | ---------------------------------------------------------------- | ------------------------- |
| 4.                         | 1                         | Petra                             | You Don't Own Me (Originalinterpret: Grace)                      | Ausgeschieden             |
| –                          | 2                         | Nicole Frendo                     | Russian Roulette (Originalinterpret: Rihanna)                    | Qualifiziert              |
| –                          | 3                         | Owen Leuellen                     | Overthinking (eigenes Lied)                                      | Qualifiziert              |
| –                          | 4                         | Michela Pace                      | Total Eclipse of the Heart (Originalinterpret: Bonnie Tyler)     | Qualifiziert              |
| Erste Runde - Zweites Lied |                           |                                   |                                                                  |                           |
| 4.                         | 5                         | Petra (mit Ray Mercieca)          | Be My Guest                                                      | Ausgeschieden             |
| –                          | 6                         | Owen Leuellen (mit Ira Losco)     | Hey Now                                                          | Qualifiziert              |
| –                          | 7                         | Nicole Frendo (mit Matthew James) | Just Give Me a Reason (Originalinterpret: P!nk feat. Nate Ruess) | Qualifiziert              |
| –                          | 8                         | Michela Pace (mit Joseph Calleja) | Perfect (Originalinterpret: Ed Sheeran)                          | Qualifiziert              |
| Zweite Runde               |                           |                                   |                                                                  |                           |
| –                          | 9                         | Owen Leuellen                     | Kemm hu Sabiħ                                                    | Qualifiziert              |
| 3.                         | 10                        | Nicole Frendo                     | Aħseb fit-tifel                                                  | Ausgeschieden             |
| –                          | 11                        | Michela Pace                      | Inti Djamant                                                     | Qualifiziert              |
| Dritte Runde               |                           |                                   |                                                                  |                           |
| 2.                         | 12                        | Owen Leuellen                     | Believe (eigenes Lied)                                           | –                         |
| 1.                         | 13                        | Michela Pace                      | Shallow (Originalinterpret: Lady Gaga & Bradley Cooper)          | –                         |